# Snug Cove
Die Snug Cove (englisch für Behagliche Bucht) ist eine kleine Bucht auf der Ostseite der zweitgrößten der Lippmann-Inseln vor der Graham-Küste des Grahamlands auf der Antarktischen Halbinsel.
Das UK Antarctic Place-Names Committee benannte sie 1959 so, weil sie einen sicheren Naturhafen für kleinere Schiffe darstellt, wie beispielsweise für das Motorboot der hydrographischen Einheit der Royal Navy, welche die Bucht zwischen 1957 und 1958 genutzt hatte.